# Eichmann u Jeruzalemu (predstava)
Eichmann u Jeruzalemu je kazališna predstava u produkciji Zagrebačkog kazališta mladih (ZKM), premijerno izvedena 22. ožujka 2019. godine. Predstavu je režirao slovenski redatelj Jernej Lorenci, a kazališna kritika proglasila ju je jednim od najvažnijih kulturnih događaja u Hrvatskoj.

## Povijest
Predstava Eichmann u Jeruzalemu bavi se temom nacizma, holokausta i koncepta banalnosti zla, oslanjajući se na dokumentaristički pristup, ali i snažno emotivan doživljaj. Inspirirana je knjigom Eichmann u Jeruzalemu: Izvješće o banalnosti zla njemačke filozofkinje židovskog podrijetla Hannah Arendt, koja analizira suđenje nacističkom ratnom zločincu Adolfu Eichmannu.
Uz Arendtin tekst, u temelj predstave uključeni su i dokumentarni film Shoah Claudea Lanzmanna, roman Koža talijanskog autora Curzia Malapartea, film Suđenje u Nürnbergu redatelja Stanleya Kramera, kao i zapisnici sa suđenja Andriji Artukoviću, te osobne priče glumaca.
Jernej Lorenci, poznat po inovativnim i intenzivnim kazališnim projektima, režirao je predstavu koristeći kombinaciju dokumentarnih materijala, svjedočanstava i osobnih interpretacija glumačkog ansambla. Predstava se bavi pitanjem kako razumjeti i prikazati zlo, te kako kolektivna sjećanja oblikuju suvremeno društvo.
Dana 29. studenoga 2024., predstava Eichmann u Jeruzalemu proslavila je svoju jubilarnu 50. izvedbu.

## Autorski tim
Glume: 

Katarina Bistrović Darvaš

Dado Ćosić

Frano Mašković

Mia Melcher

Branko Meničanin

Rakan Rushaidat

Lucija Šerbedžija

Vedran Živolić
 
Redatelj: Jernej Lorenci
 
Dramaturg: Matic Starina
 
Scenograf: Branko Hojnik
 
Kostimografkinja: Belinda Radulović
 
Koreograf: Gregor Luštekv
 
Kompozitor: Branko Rožman
 
Asistenti redatelja: Aleksandar Švabić, Rajna Racz i Tim Hrvaćanin
 
Asistentice kostimografkinje: Bernarda Popelar Lesjak i Marta Žegura
 
Inspicijentica: Petra Prša

## Popis gostovanja[1]
Istarsko narodno kazalište – Gradsko kazalište Pula, Pula
 
Desiré Central Station Festival, Subotica, Srbija
 
Beogradsko dramsko pozorište, Beograd, Srbija
 
ABC Komedie Rokoko, Prag, Češka
 
Festival bez prijevoda, Užice, Srbija
 
Tezst festival, Temišvar, Rumunjska
 
Hrvatski kulturni dom na Sušaku, Rijeka
 
Cankarjev dom, Ljubljana, Slovenija
 
Sirenos International theatre festival, Vilnius, Litva
 
65. Sterijino pozorje, Novi Sad, Srbija
 
54. festival Borštnikovo srečanje, Maribor, Slovenija